# Embolyntha brasiliensis
Embolyntha brasiliensis är en insektsart som först beskrevs av Gray 1832.  Embolyntha brasiliensis ingår i släktet Embolyntha och familjen Archembiidae. Inga underarter finns listade i Catalogue of Life.